# Sylvia Vandermeer
Sylvia Vandermeer, eigentlich Sylvia Meierewert (* 1968 in Zeitz, DDR) ist eine deutsche Malerin, habilitierte Wirtschaftswissenschaftlerin und Autorin, die in Wien und im Ostseebad Binz lebt.

## Leben
Vandermeer legte das Abitur in Meuselwitz ab. Sie studierte von 1990 bis 1995 Betriebswirtschaftslehre an der Universität Passau, promovierte 1998 und habilitierte sich im Jahr 2007 an der Wirtschaftsuniversität Wien im Fach „Betriebswirtschaftslehre unter besonderer Berücksichtigung des interkulturellen Managements“. Sie gehörte von 1998 bis 2009 zum Mitarbeiterstab des Europainstituts (Jean Monnet Centre of Excellence) der Wirtschaftsuniversität Wien und war als Dozentin im Hochschulbereich in Österreich, Deutschland und in der Schweiz tätig sowie in ein interdisziplinäres und internationales Netzwerk von Wissenschaftlern in Europa und in den USA eingebunden. Im Jahr 2001 nahm sie ein Diplomstudium an der Universität Wien auf in den Fächern Biologie und Psychologie. Ihre Ausbildung als Malerin absolvierte sie ab 2004 bei Michael Fuchs und Daniel Friedemann unter der Leitung von Ernst Fuchs in Wien.
Seit 2008 ist Vandermeer Mitglied der Jury des Wettbewerbs „Art in Prison“.
Mit Frank Meierewert, aus Brandenburg an der Havel stammend, bildet sie das Autorenduo „Sylvia Frank“.

## Werke

### Ausstellungen
- 2017
  - „Ave Maria“, Scuola Grande di San Rocco, Venedig, Italien
  - „Lumières du Monde“, Centre international du Vitrail in Chartres, Frankreich
  - „Gerade noch im Jetzt“, Kulturmensa der Universität Greifswald
- 2016
  - „Lumières du Monde“, Centre international du Vitrail in Chartres, Frankreich
  - „Sommersichtung“, Galerie Radike/Kittelmann, Bad Doberan
  - La Església de las Dominiques de l‘Ensenyament, Barcelona, Spanien
- 2015
  - „Exposition Multi Arts“, Collegiale Saint Andre de Chartres, Frankreich[2]
- 2014
  - „Le miracle juste à côté“ Notre-Dame-de-Pentecôte at La Défense, Paris
  - „Ce qui me permet de respirer jour pour jour…“, ETHIEA GESTION, Paris
  - „InterArt“, Pomernhus Greifswald
  - „Kreuzweg Jesu Christi“, Berlin[3]
- 2013
  - „Verkündigungsdarstellungen in der Gegenwartskunst“, Diözesanmuseum Bamberg
  - „Sylvia Vandermeer zu St. Jacobi“, Kulturkirche Stralsund[4]
  - „Ein halber Quadratmeter Freiheit“ Bundesministerium der Justiz Berlin
- 2012
  - „altmeisterlich-zeitgenössisch“, Kunsthalle „Pommernhus“ Greifswald
  - „empfangen Ave Maria“, Kunstverein Meißen
  - „Von Licht und Dunkel“, Zitadelle Spandau, Berlin
- 2011
  - „Ave Maria“ Verkündigung in der zeitgenössischen Kunst, Kreismuseum Peine
  - „InterArt“, Greifswald
- 2009
  - „Das Wunder nebenan“, Galerie Magnificat, Berlin[5]
- 2008
  - „Mit Menschen leben“, Kunsthalle Brennabor, Brandenburg
  - „Endlos leben“, Galerie des Wahnsinns, Ratingen
- 2007
  - „Zurück zur Figur – Malerei der Gegenwart“, Kunsthaus Wien
  - „Zweiheit“, MEIKU Galerie, Wien
  - „neunerHaus“, Museum für Angewandte Kunst, Wien
  - „Ursprung und Entfremdung“, Intendanz MDR, Leipzig
- 2006
  - „Das lesende Mädchen“, Museumsquartier Wien, Ovalhalle
  - „Transformation“, Kunstmeile Krems, Donau-Universität Krems
  - „Vom Sehen“, ERSTE Bank Wien
  - „Together“, Atelierhaus der Akademie der Bildenden Künste Wien
  - „FrauenKunst im Amtshaus“ Amtshaus Wien Meidling
- 2005
  - „Vision Schleswig Holstein“, Landesausstellung Schleswig-Holstein, Kiel
  - „Momente“ Rathausgalerie Friesach/Österreich
- 2003
  - „Körper Seele und Ritual“ Village Galerie Wien
- 2001
  - „Art and Poetry“ Academy of Management Meeting, Washington USA

### Kunstprojekte im öffentlichen Raum
- 2018
  - „Wandlung - im Fluss des Lebens“, Wanderausstellung und Buch gemeinsam mit Anselm Grün
- 2015
  - „Wandlung - im Fluss des Lebens“, Wanderausstellung und Buch gemeinsam mit Manfred Entrich
- 2012–2015
  - „Die Betenden“, 12 Stelen im Kirchenraum, Wanderausstellung[6]
- 2011
  - „Der Kreuzweg unseres Herrn“ 15 Stationen Ostseebad Binz
  - „Zeit der Schöpfung“ Installationen  „Franz von Assisi, der Sonnengesang“ und „Abendmahl“
- 2010
  - „Passionskreuz – Der Kreuzweg unseres Herrn“, Justizanstalt Neustrelitz
- 2009
  - „Inselparadies“ Installation Verhüllung, Ostseebad Baabe

### Romane
Sylvia Vandermeer veröffentlicht zusammen mit Frank Meierewert Romane:
- Januslüge: Das Genesis Komplott (2022)

Unter dem Pseudonym Sylvia Frank:
- Das Haus der Winde (2021)
- Gala und Dalí: Die Unzertrennlichen (2022)
- Nur einmal mit den Vögeln ziehn (2022)
- So long, Marianne: Leonard Cohen und seine große Liebe (2023)
- Rügentod (2023)

## Preise und Ehrungen
- 2008 Verleihung des Ehrentitels „Visiting Professor“ an der Donau-Universität Krems
- 2004 Best Paper Award des International Management Track at the Southern Management Association Annual Conference November 3-6, 2004 in San Antonio, Texas, gemeinsam mit Gerhard Fink, Anne Katrin Neyer und Marcus Kölling